# تاكاشي كاوانيشي
تاكاشي كاوانيشي (باليابانية: 川西 隆)، هو لاعب كرة قدم ياباني سابق كان يلعب كلاعب وسط. سبق له أن لعب مع منتخب اليابان.

## وصلات خارجية
- تاكاشي كاوانيشي على موقع ناشيونال فوتبول تيمز (الإنجليزية)

- National Football Teams
- Japan National Football Team Database